# Berenice I de Egipto
Berenice I (c. 340 a. C. - 279-268 a. C.) fue una aristócrata macedonia  que contrajo matrimonio con Ptolomeo I Sóter, convirtiéndose en la primera reina de la Dinastía Ptolemaica de Egipto.

## Origen
Berenice era hija de un oscuro noble local llamado Magas y de Antígona.  Su abuelo materno fue un aristócrata llamado Casandro, hermano de Antípatro, y a través de su madre entabló relación con su familia.

## Primer matrimonio

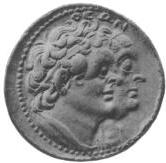
Berenice es efigie en monedas, Monedas de Arsinoe II, Monedas de Ptolomeo II, Ilustraciones del arte egipcio antiguo en 1889, Efigie de Ptolomeo I en monedas

En el 325 a. C., Berenice se casó con un aristócrata local llamado Filipo.  Es posible que Filipo ya hubiera estado casado antes, y hubiera tenido hijos. En este primer matrimonio, Berenice dio a Filipo una hija, Antígona, que se convertiría en una de las esposas del rey Pirro de Epiro, un hijo, Magas de Cirene, y posiblemente otra hija llamada Teoxena.
Magas dedicó una inscripción a sí mismo y a su padre, cuando él sirvió como sacerdote de Apolo.  Filipo dio el nombre de Berenicis a una nueva ciudad fundada por él. Filipo murió pocos años después del matrimonio.

## Matrimonio con Ptolomeo

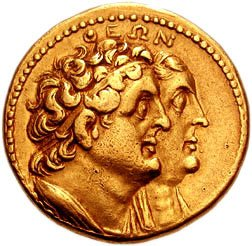
Ptolomeo I y Berenice I.

Después de la muerte de su primer marido, Berenice viajó a Egipto como dama de compañía de la prima de su madre, Eurídice, esposa de Ptolomeo I. 
Ptolomeo I había sido uno de los generales de Alejandro Magno, y a la muerte de este se convirtió en el fundador de la Dinastía Ptolemaica del Antiguo Egipto. Ptolomeo I se fijó en la prima de Eurídice, casándose con ella en el 317 a. C. Berenice dio a Ptolomeo una hija, Arsínoe II Filadelfo, un hijo, Ptolomeo II Filadelfo y otra hija llamada Filotera.
En unas Olimpiadas desconocidas, ella fue vencedora en unas carreras de carros. Ptolomeo II fue reconocido como heredero de su padre en preferencia a los hijos de Eurídice. En el Mar Rojo fue construido un puerto al que se llamó Berenice. Cuando ella murió, Ptolomeo II y después Ptolomeo IV Filopator decretaron honores divinos para ella (Teócrito, Idilios xv. y xvii.).